# Liste der Monuments historiques in Roppentzwiller
Die Liste der Monuments historiques in Roppentzwiller führt die Monuments historiques in der französischen Gemeinde Roppentzwiller auf.

## Liste der Objekte
| Bezeichnung                       | Beschreibung                                                         | Standort                              | Kennzeichnung | Schutzstatus | Datum | Bild |
| --------------------------------- | -------------------------------------------------------------------- | ------------------------------------- | ------------- | ------------ | ----- | ---- |
| Zwei Reliefs: Matthäus und Markus | Holz, farbig gefasst und vergoldet, Mitte des 18. Jahrhunderts       | in der Kirche St-Jean-Baptiste (Lage) | PM68001270    | Inscrit      | 2000  |      |
| Gemälde Taufe Christi             | Ölfarbe auf Leinwand, 18. Jahrhundert, von François Xavier Hauwiller | in der Kirche St-Jean-Baptiste (Lage) | PM68001269    | Inscrit      | 2000  |      |